# 16267 Mcdermott
A 16267 Mcdermott (ideiglenes jelöléssel 2000 JY43) a Naprendszer kisbolygóövében található aszteroida. A LINEAR projekt keretében fedezték fel 2000. május 7-én.